# Kamenné Kosihy
Kamenné Kosihy es un municipio del distrito de Veľký Krtíš en la región de Banská Bystrica, Eslovaquia, con una población estimada a final del año 2024 de 359 habitantes.
Se encuentra ubicado al suroeste de la región, en la cuenca hidrográfica del río Ipoly —un afluente izquierdo del Danubio— y cerca de la frontera con la región de Nitra y con Hungría.

## Demografía
| Año        | 1994 | 2004    | 2014    | 2024    |
| ---------- | ---- | ------- | ------- | ------- |
| Población  | 374  | 344     | 343     | 359     |
| Diferencia |      | −8,02 % | −0,29 % | +4,66 % |

| Año        | 2023 | 2024    |
| ---------- | ---- | ------- |
| Población  | 356  | 359     |
| Diferencia |      | +0,84 % |